# أنا ومارلين
أنا ومارلين (بالإيطالية: Io & Marilyn)‏ هو فيلم كوميدي إيطالي، صدر عام 2009 من إخراج ليوناردو بيراتشيوني. 

## الممثلون
- ليوناردو بيراتشيوني في دور جوالتييرو مارشيسي
- سوزي كينيدي في دور مارلين مونرو
- باربرا تابيتا بدور رامونا
- بياجيو إيزو في دور باسكوالي
- مارتا جاستيني بدور مارتينا
- روكو باباليو في دور أرنولفو
- لوكا لورينتي في دور بترونيو
- ماسيمو سيشيريني في دور ماسيمو
- فرانشيسكو بانوفينو في منصب رئيس كارابينييري
- أليساندرو باسي في دور كارابينيير
- نيكي جيوستيني مثل كارابينييري
- جيانا جياتشيتي في دور جولاندا
- فرانشيسكو جوتشيني في دور الطبيب النفسي